# Свейнпол, Кэндис
Кэ́ндис Сьюзан Свейнпол (нидерл. Candice Swanepoel — Кэндис Сванепул) (род. 20 октября 1988, Муи-Ривер, Квазулу-Натал, ЮАР) — южноафриканская «супермодель, известна как один из ангелов» (лиц бренда) компании Victoria’s Secret.

## Ранние годы
Родилась 20 октября 1988 года в Муи-Ривере, ЮАР, в семье Эйлин и Виллема Свейнпол. Она происходит из семьи африканеров голландского происхождения. Ее отец родом из Мутаре, Зимбабве, а мать ― из Южной Африки. У нее есть старший брат по имени Стивен. В детстве Кэндис была балериной. Она посещала школу-интернат при епархиальном колледже Святой Анны в соседнем городке Хилтон. 

## Карьера
Карьеру модели начала в возрасте 15 лет. Скаут модельного агентства заметил Кэндис на блошином рынке. Через два года она переехала в Нью-Йорк.
Сотрудничала с такими компаниями как Givenchy, Blumarine, Prabal Gurung, Versace, Calvin Klein, Avon, Guess, Diesel, True Religion, Unique, Agua Bendita, Agua de coco, Tom Ford, Bran Atwood, Miu Miu, Swarovski, Kensie, Nike, Puma, Juicy Couture, Rag&Bone, Oscar de la Renta.
С 2011 года является лицом парфюма Bright Crystal by Versace, с 2013 года — косметической компании Max Factor, с 2015 года — косметической марки Biotherm и парфюма «Viva La Juicy» by Juicy Couture. В 2015 году она также стала лицом дебютной коллекции Givenchy Jeans F/W 15. В 2016 году к многочисленным парфюмерным контрактам модели добавились Juicy Couture Viva La Juicy Rose Fragrance и Givenchy Dahlia Divine Le Nectar.
В 2011 и 2012 годах занимала 10-е место в списке самых высокооплачиваемых моделей мира по версии журнала Forbes, заработав за год 3 млн долларов.
По итогам 2014 года также заняла 10-е место в списке самых высокооплачиваемых моделей мира по версии журнала Forbes, заработав за год 5 млн долларов.
В 2014 году возглавила рейтинг самых сексуальных женщин планеты по мнению журнала американского Maxim.
Появлялась на обложке журналов Vogue, Elle, Muse, Marie Claire, GQ, Cosmopolitan, 10 Magazine, W Korea, Numero Tokyo, Harper’s Bazaar и других.
Принимала участие в показах коллекций Carolina Herrera, Donna Karan, Jason Wu, Michael Kors, Prabal Gurung, Animale, Blumarine, Christian Dior, Dolce & Gabbana, Elie Saab, Fendi, Givenchy, Isabel Marant, Stella McCartney, Viktor & Rolf, Baby Phat, Betsey Johnson, Douglas Hannant, Lela Rose, Nanette Lepore, Pamella Roland, Rock & Republic, Tory Burch, Zang Toi, Abaete, Agatha Ruiz de la Prada, Amuleti J, Development by Erica Davies, Enrico Coveri, Frankie Morello, Lorenzo Riva, Marc Bouwer, Miss Bikini, Pamella Roland, Pin-Up Stars, Thread Social, Trussardi, Marc Jacobs, Diane von Furstenberg, Alexander Wang и др.
Сотрудничает с модельными агентствами CAA (New York), Munich Models, Why Not Model Agency (São Paulo).
Сайт Models.com в разное время включал Кэндис Свейнпол в свои списки Industry Icons, Top 50 Models, а также в список самых сексуальных моделей Top Sexiest Models.
В январе 2018 года Кэндис была названа самой дорогой бикини-моделью в социальной сети Instagram.

### Victoria’s Secret Fashion Show
Впервые появилась на Victoria’s Secret Fashion Show в 2007 году, в сегменте PINK. В 2008 году она также участвовала в Victoria’s Secret Fashion Show в сегментах Glamour Goddess, Pink Planet и Ballet De Fleurs.
Первые крылья получила в 2008 году в сегменте PINK.
Ангелом стала в 2009 году, приняв участие в сегментах Star Trooper, PINK Planet и Enchanted Forest. В 2010 году участвовала в сегментах Tough Love, Country Girls и Heavenly Bodies. В 2011 году была также моделью в сегментах Ballet, Passion и I Put A Spell On You, а в 2012 году — в сегментах Circus, Calendar Girls и Angels in Bloom. В 2013 году модель дефилировала в сегментах British Invansion, Shipwrecked и Snow Angels. В 2014 году Кэндис участвовала в сегментах Gilden Angels, Fairy tail и Angel ball.
В 2015 году получила крылья и образы в сегментах Ice Angels и Boho Psychedelic. В 2017 году участвовала в сегментах Punk Angels и Nomadic Adventure.
В 2013 году Кэндис открыла шоу (сегмент British Invansion) с Royal Fantasy Bra стоимостью 10 млн долларов.
Кэндис открывала шоу 2011, 2013 и 2017 годов.
Открывала сегменты: Country Girls (2010), Ballet (2011), Angels in Bloom (2012), British Invansion (2013), Fairytale (2014), Ice Angels (2015), Punk Angels (2017), Golden Angel (2018). 
Закрыла шоу 2014 года.
Ангелом считается с 2010 года.

## Личная жизнь
В 2005—2018 годы Кэндис встречалась с моделью Германом Николи; в августе 2015 года было объявлено об их помолвке, которую они расторгли в ноябре 2018 года из-за измены Николи.. У бывшей пары есть два сына — Анака Свейнпол Николи (род. 05.10.2016) и Ариэль Свейнпол Николи (род. 19.06.2018).